# Maria Josep Poquet Victoria
Maria Josep Poquet Victoria és una periodista, presentadora de televisió i sindicalista valenciana.
Durant anys va presentar l'informatiu Notícies 9 de Canal Nou i entre el 1996 i el 2003 va conduir a la mateixa cadena el programa cultural Colp d'ull, un dels programes més innovadores amb el qual van jugar-se el coll per les seves afirmacions, i per la seva oposició contra la privatització de RTVV.
Va ser membre del comité d'empresa d'RTVV en nom de l'Intersindical Valenciana i una de les periodistes veteranes de l'emissora. El 2012 va participar en el boicot de Canal Nou organitzat pels treballadors de TVV per protestar contra un expedient de regulació d'ocupació que afectava gairebé 1300 treballadors de l'ens. Sovint va col·laborar amb Toni Mestre (1942-2006), i durant més de deu anys va presentar els premis Bernat Capó. El 2014 el seu agraïment públic a tots els valencians en una de les últimes emissions en directe de Canal 9 va servir de prolegomen a la presentació de la novel·la Vertigen de les periodistes Esperança Camps i Empar Marco.